# Le Moineau
Pour plus de détails, voir Fiche technique et Distribution.
Le Moineau (العصفور en version originale) est un film égypto-algérien réalisé par Youssef Chahine, sorti en 1972.

## Synopsis
Yussif Fath el-Bab, journaliste issu de la classe bourgeoise, mène une enquête sur les activités d'Abou Kheidr, bandit de grand chemin. Il apparaît qu'Abou Kheidr bénéficie de complicités venues des hautes sphères de la classe dirigeante. Rawf, jeune capitaine, est envoyé en mission dans le sud pour mettre fin au règne féodal du puissant bandit. Son jeune frère Ryad est affecté aux frontières du Sinaï.
Abou Kheidr défie l'autorité gouvernementale, jusqu'au jour où le préfet Ismail, le père de Rawf, se déplace en personne pour diriger l'opération. Abou Kheidr est tué.
De retour au Caire, Rawf vient loger chez Bahiya, une amie de Yussif. Ses amis, parmi lesquels le Sheikh Ahmad et sa fille Fatma, découvrent la vérité au sujet des mystérieuses protections politiques dont jouissait le bandit. Quelques hauts fonctionnaires organisaient un trafic de pièces d'usine, volées par Abou et revendues à cette même usine.
La Guerre des Six Jours éclate. Le peuple, trompé par la propagande officielle, apprend la défaite avec stupeur. Après une longue attente, Nasser annonce à la radio sa démission. Le peuple descend dans la rue. Nasser saura transformer la défaite militaire en victoire personnelle.

## Fiche technique
- Titre français : Le Moineau
- Titre original : العصفور
- Réalisation : Youssef Chahine
- Scénario : Youssef Chahine et Salah Jahine
- Production : Youssef Chahine et Ahmed Rachedi
- Sociétés de production : Arab Film Distribution
- Sociétés de distribution : Arab Film Distribution
- Pays de production : Égypte et Algérie
- Langues originales : arabe
- Format : Couleurs - Mono - 35 mm
- Genre : Dramatique
- Durée : 105 minutes
- Dates de sortie : 
  - Égypte : 26 août 1972
  - Algérie : 28 août 1972
  - Royaume-Uni : 28 octobre 2007

## Distribution
- Salah Kabil : Yussif Fath el-Bab
- Ali El Scherif : Rawf
- Mahmoud El-Meliguy : Ryad
- Seif El Dine : Ismail
- Mariem Fakhr El Dine : Fatma
- Habiba
- Mohsena Tewfik : Bahiya
- Sid Ali Kouiret